# Italia ai Giochi della I Olimpiade
L'Italia partecipò ai Giochi della I Olimpiade, svoltisi dal 6 al 15 aprile 1896 ad Atene, ma non con una delegazione ufficiale e neanche con selezioni ufficiose. In effetti i dati sulle presenze "azzurre" sono ancor oggi abbastanza oscuri e discordanti, essendoci fonti che affermano la partecipazione anche di 16 atleti. Ad oggi, l'unico competitore italiano che fu presente ufficialmente a questo evento fu Giuseppe Rivabella, che partecipò alla gara di tiro a segno con carabina militare, l'8 aprile, al poligono di Kallithea (gara vinta dal greco Pantelīs Karasevdas). Come riportato dal giornalista greco Vladis Gavrilidis, editore del quotidiano Akropolis, Rivabella compare tra i 39 nomi noti (su 61 partecipanti), ma non si classificò tra i primi 12. L'Italia fu una delle nazioni presenti a non vincere alcuna medaglia.
È chiaramente documentata, al tempo della prima Olimpiade, la presenza tra i membri del CIO del conte napoletano Mario Lucchesi-Palli e del duca Riccardo Carafa d'Andria; tuttavia, l'unico criterio degno di nota è la partecipazione di atleti.  

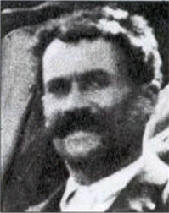
Il maratoneta Carlo Airoldi.

Sicuramente si presentò ad Atene il maratoneta Carlo Airoldi, di Origgio, presso Saronno. È noto il fatto che si fosse recato ad Atene a piedi, impiegando 28 giorni; la sua iscrizione non venne accettata perché ritenuto dalla giuria un atleta "professionista", in quanto aveva ricevuto 2000 pesetas nella Milano-Barcellona dell'anno prima.
Può destare qualche dubbio la presenza di un atleta italiano, sebbene la federazione italiana rinunciò alle Olimpiadi per "ragioni economiche". Rivabella tuttavia partecipò alle competizioni in quanto era già ad Atene, ospite di suo nonno omonimo, che viveva in Grecia; così, come molti partecipanti dei primi giochi olimpici, prese parte alle competizioni solo perché, in quel momento, si trovava nella capitale greca.
Altri italiani si sarebbero iscritti ai giochi olimpici ateniesi, senza riuscirvi a partecipare, tra cui gli schermidori Vincenzo Baroni di Cantù e Giuseppe Caruso, appartenente ad un club viennese, e il tiratore Roberto Minervini di Napoli. Recentemente lo storico dello sport Marco Impiglia ha rinvenuto quattro numeri del settimanale "Il ciclista" che menzionano la presenza alle Olimpiadi del 1896 di un altro atleta italiano, il ciclista Angelo Porciatti del "Veloce Club" di Grosseto, che avrebbe partecipato ai 2000 metri su pista e alla cronometro.

## Risultati

### Tiro a segno
| Atleta             | Evento            | Finale      | Finale      |
| Atleta             | Evento            | Punteggio   | Classifica  |
| ------------------ | ----------------- | ----------- | ----------- |
| Giuseppe Rivabella | Carabina militare | Sconosciuto | Sconosciuta |